# Elodia ruficornis
Elodia ruficornis är en tvåvingeart som beskrevs av Chao 2002. Elodia ruficornis ingår i släktet Elodia och familjen parasitflugor. Inga underarter finns listade i Catalogue of Life.